# Nogopterium
Nogopterium är ett släkte av bladmossor som beskrevs av Marshall Robert Crosby och William Russell Buck. Nogopterium ingår i familjen Leucodontaceae.
Släktet innehåller bara arten Nogopterium gracile.